# Sister Act (musical)

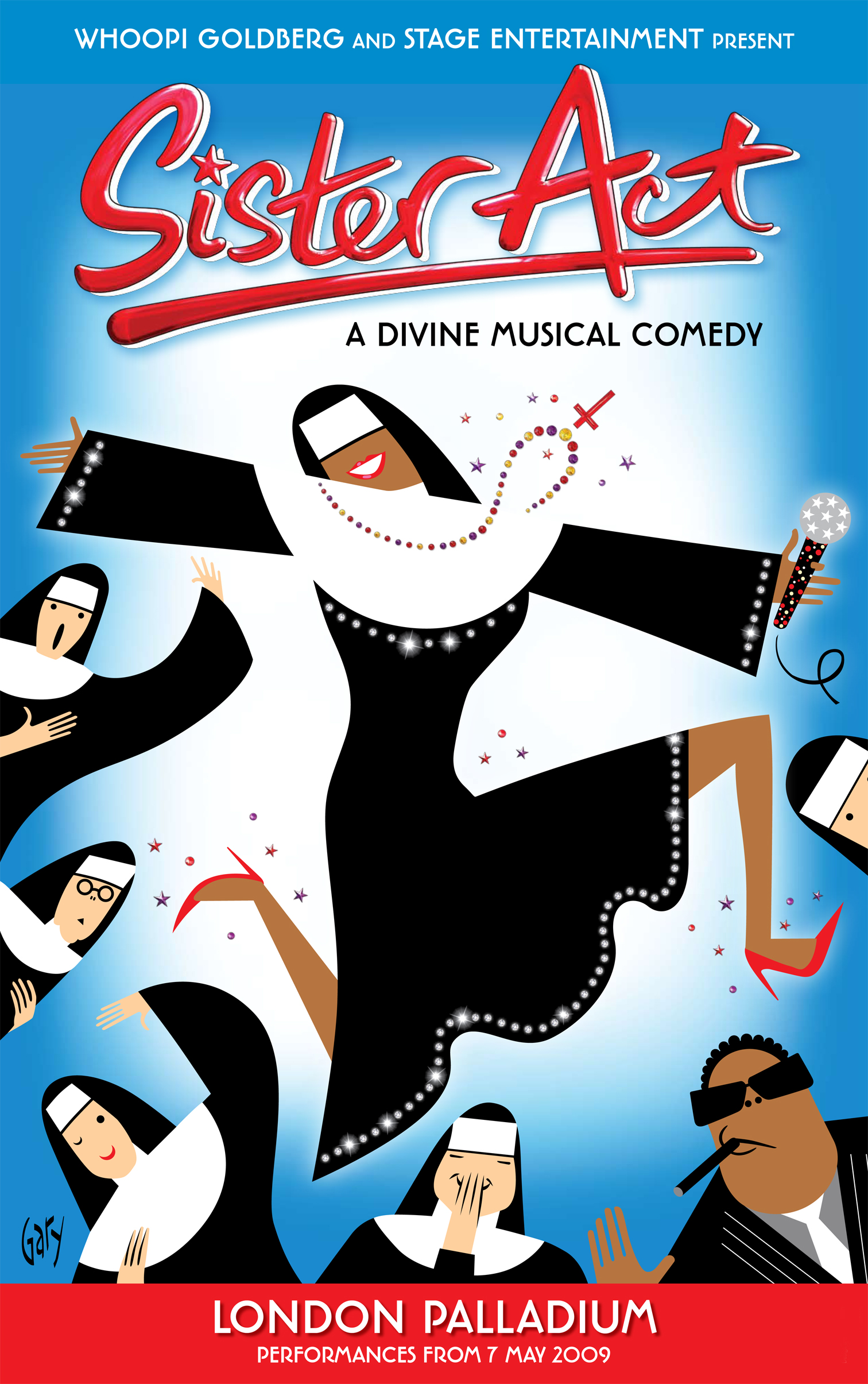
Poster voor de Engelse musical in het London Palladium (2008).

Sister Act is een musical gebaseerd op de gelijknamige film met Whoopi Goldberg. Samen met Joop van den Ende is Goldberg de producent van deze musical die in tien landen te zien is geweest of nog altijd te zien is.

## Synopsis
Deloris van Cartier is een diva met veel noten op haar zang, maar zonder succes. Ze is bij toeval getuige van een moord door haar vriend Curtis. Ze wil getuigen tegen hem, maar omdat de rechtszaak op zich laat wachten, moet ze onderduiken in een klooster. In het klooster maakt Deloris kennis met de weinig stemvaste nonnen en de conservatieve moeder-overste. Deloris krijgt de leiding over het kerkkoor en maakt van deze valszingende nonnen een prachtig en harmonieus koor. Het koor wordt echter zo bekend dat Deloris op televisie verschijnt. Curtis ziet dit en gaat samen met zijn hulpjes naar het klooster. In de ontknoping speelt de paus een prominente rol.

## Nederlandse versie
De Nederlandse versie ging op zondag 3 maart 2013 in première, in aanwezigheid van Whoopi Goldberg. Carline Brouwer tekent voor de regie, Martine Bijl is verantwoordelijk voor de vertaling en de muzikale leiding is in handen van Marcel Visser. De laatste voorstelling is op 10 augustus 2014.
MediaLane kondigde maart 2023 aan dat ze een nieuwe productie gaan maken voor het theaterseizoen 2024-2025.

### Cast
| Rol                                                         | 2013 - 2014 (Stage Entertainment)                                      | 2024 - 2025 (MediaLane)                        |
| ----------------------------------------------------------- | ---------------------------------------------------------------------- | ---------------------------------------------- |
| Deloris van Cartier                                         | Carolina Dijkhuizen                                                    | April Darby                                    |
| Alternate                                                   | Nurlaila Karim                                                         | Ana Milva Gomes                                |
| Understudy                                                  | April Darby                                                            | Mickey Vermeer                                 |
| Gastspeler (19-25 juli 2013)                                | Ana Milva Gomes                                                        |                                                |
| Moeder Overste                                              | Simone Kleinsma (tot 6 juni 2014), Marjolijn Touw (vanaf 11 juni 2014) | Sanne Wallis de Vries                          |
| Alternate                                                   | Marjolijn Touw, Karin Bloemen (vanaf 11 juni 2014)                     | Gerrie van der Klei                            |
| Understudy                                                  | Marloes van den Heuvel, Mo Marcus                                      | Mylène d'Anjou                                 |
| Curtis Jackson                                              | Stanley Burleson                                                       | Robbert van den Bergh (acteur)                 |
| Understudy                                                  | Jerrel Houtsnee                                                        | Dieter Spileers, Marcel Visscher               |
| Walk in cover                                               | Paul Donkers                                                           |                                                |
| Harry Jones                                                 | Edwin Jonker                                                           | Freek Bartels (t/m december 2024) Samir Hassan |
| Understudy                                                  | Jerrel Houtsnee, Robin van den Akker                                   | Jimi Hendrikse, Marcel Visscher                |
| Monseigneur O'Hara                                          | Frans Mulder                                                           | Dieter Spileers                                |
| Walk in cover                                               | Paul Donkers                                                           | Quincy Denzel, Marcel Visscher                 |
| Understudy                                                  | Zjon Smaal                                                             |                                                |
| Zuster Maria Roberta                                        | Christanne de Bruijn                                                   | Maartje Kruitwagen                             |
| Understudy                                                  | Tineke Ogink, Barbe van den Brand                                      | Mickey Vermeer, Tamar Floor                    |
| Zuster Maria Patricia                                       | Esmée van Kampen                                                       | Mieke van der Hulst                            |
| Understudy                                                  | Saskia Schäfer, Sandra Wijnhout                                        | Tamar Floor                                    |
| Zuster Maria Lazarus                                        | Irene Kuiper                                                           | Mylène d'Anjou                                 |
| Understudy                                                  | Jacqueline Aronson, Marloes van den Heuvel                             | Jacqueline Aronson, Melise de Winter           |
| TJ                                                          | Marlon David Henry                                                     | Jimi Hendrikse                                 |
| Understudy                                                  | Marcel Rocha, Christian Tanamal, Ivo Chundro                           | Gino Korsél, Ismaël Berens                     |
| Joey                                                        | Zjon Smaal                                                             | Florian Avoux                                  |
| Understudy                                                  | Dennis Willekens                                                       | Quincy Denzel, Marcel Visscher                 |
| Walk in cover                                               | Paul Donkers                                                           |                                                |
| Pablo                                                       | Frank van Hengel                                                       | Alessandro Pierotti                            |
| Understudy                                                  | Christian Tanamal, Robin van den Akker                                 | Gino Korsél, Ismaël Berens                     |
| Zuster Maria Theresa                                        | Jacqueline Aronson                                                     | Jacqueline Aronson                             |
| Understudy                                                  | Mo Marcus, Saskia Schäfer                                              |                                                |
| Zuster Maria Huana (2013) / Zuster Maria van Servaas (2024) | Marloes van den Heuvel                                                 | Melise de Winter                               |
| Understudy                                                  | Suzanne de Heij, Mo Marcus                                             |                                                |
| Michelle                                                    | April Darby                                                            | Dorith Creebsburg                              |
| Understudy                                                  | Jacqueline Aronson, Barbara Hol, Ellen Kremers, Kristel Constant       | Hanna Jayani, Sihendra Elsevijf                |
| Tina                                                        | Michelle Splietelhof, Suzanne de Heij                                  | Mickey Vermeer                                 |
| Understudy                                                  | Ellen Kremers, Kristel Constant                                        | Hanna Jayani, Sihendra Elsevijf                |

| Rol                                           | 2013-2014 (Stage Entertainment) | 2024-2025 (MediaLane)                                                                                     |
| --------------------------------------------- | --- | --- |
| Ensemble vrouwen                              | Jacqueline Aronson, April Darby, Hanneke Engels, Marloes van den Heuvel, Suzanne de Heij, Mieke van der Hulst, Mo Marcus, Tineke Ogink, Saskia Schäfer, Michelle Splietelhof, Sandra Wijnhout, Sanne Mieloo | Hannah Jayani, Sihendra Elsevijf, Melise de Winter, Jacqueline Aronson, Dorith Creebsburg, Mickey Vermeer |
| Ensemble mannen                               | Jerrel Houtsnee, Marcel Rocha, Christian Tanamal/ Ivo Chundro | Marcel Visscher, Ismaël Berens (Ernie)                                                                    |
| Swing                                         | Robin van den Akker, Paul Donkers, Barbe van den Brand, Barbara Hol, Ellen Kremers, Vincent Pelupessy, Dennis Willekens, Kristel Constant, linda Hibma                                                      | Tamar Floor, Gino Korsèl, Quincy Denzel, Nadia Hlavaj                                                     |
| Dance Captain                                 | Barbara Hol | Quincy Denzel                                                                                             |
| Assistent Dance Captain                       | Christian Tanamal | Mickey Vermeer                                                                                            |
| Eenmalige figurantenrol, winnaar Sisterfactor | Michael Boye-Amasah | |

## Discografie

### Albums
| Album met eventuele hitnotering(en) in de Nederlandse Album Top 100 | Datum van verschijnen | Datum van binnenkomst | Hoogste positie | Aantal weken | Opmerkingen |
| ------------------------------------------------------------------- | --------------------- | --------------------- | --------------- | ------------ | ----------- |
| Sister Act [Het Nederlandse Cast Album]                             | 2013                  | 13-04-2013            | 1(1wk)          | 35*          |             |